# Mistrzostwa Polski w Szermierce 2009
Mistrzostwa Polski w Szermierce 2009 - 80. edycja indywidualnie i 69. edycja drużynowych Mistrzostw Polski odbyła się w dniach 23-26 kwietnia 2009 roku w Opolu. W zawodach wystartowało około 290 zawodników i zawodniczek.

## Klasyfikacja medalowa
| Msc | Klub                    | złoto | srebro | brąz | Razem |
| --- | ----------------------- | ----- | ------ | ---- | ----- |
| 1.  | AZS AWF Warszawa        | 4     | 1      | 2    | 7     |
| 2.  | Sietom AZS AWFiS Gdańsk | 3     | 3      | 5    | 11    |
| 3.  | AZS AWF Katowice        | 2     | 1      | 1    | 4     |
| 4.  | AZS AWF Kraków          | 1     | 1      | 2    | 4     |
| 5.  | AZS AWF Wrocław         | 1     | 1      | 1    | 3     |
| 6.  | Wrocławianie            | 1     | -      | -    | 1     |
| 7.  | KKSz Konin              | -     | 2      | 2    | 3     |
| 8.  | OŚ AZS Poznań           | -     | 1      | 1    | 2     |
| 9.  | Piast Gliwice           | -     | 1      | -    | 1     |
| =   | IKS Jamalex Leszno      | -     | 1      | -    | 1     |
| 11. | Legia Warszawa          | -     | -      | 2    | 2     |
| =   | TMS Sosnowiec           | -     | -      | 2    | 2     |
| 13. | Budowlani Toruń         | -     | -      | 1    | 1     |

## Medaliści

### kobiety
| Konkurencja:                          | Złoto:                                                                                                | Srebro:                                                                                             | Brąz:                                                                                    |
| Medalistki indywidualne               | | |                                                                                          |
| floret (startowało 41 zawodniczek)    | Małgorzata Wojtkowiak (Sietom AZS AWFiS Gdańsk)                                                       | Katarzyna Kryczało (Sietom AZS AWFiS Gdańsk)                                                        | Anna Rybicka (Sietom AZS AWFiS Gdańsk) Magdalena Knop (Sietom AZS AWFiS Gdańsk)          |
| szabla (startowało 23 zawodniczek)    | Aleksandra Socha (AZS AWF Warszawa)                                                                   | Katarzyna Kędziora (OŚ AZS Poznań)                                                                  | Irena Więckowska (AZS AWF Warszawa) Marta Wątor (TMS Sosnowiec)                          |
| szpada (startowało 48 zawodniczek)    | Danuta Dmowska-Andrzejuk (AZS AWF Warszawa)                                                           | Małgorzata Bereza (AZS AWF Katowice)                                                                | Beata Tereba (AZS AWF Kraków) Ewa Nelip (AZS AWF Warszawa)                               |
| Medalistki drużynowe                  | | |                                                                                          |
| floret drużynowo (startowało 8 ekip)  | Sietom AZS AWFiS Gdańsk Sylwia Gruchała Katarzyna Kryczało Anna Rybicka Małgorzata Wojtkowiak         | Sietom AZS AWFiS Gdańsk II Justyna Anuszewska Magdalena Knop Agnieszka Kulczycka Monika Paliszewska | Budowlani Toruń Hanna Łyczbińska Marta Łyczbińska Emilia Rygielska                       |
| szabla drużynowo (startowało 5 ekip)  | AZS AWF Warszawa Małgorzata Kozaczuk Izabela Sajewicz Aleksandra Socha Irena Więckowska               | KKSz Konin Karolina Budna Katarzyna Karpińska Weronika Maciejewska Marika Rzepka                    | OŚ AZS Poznań Katarzyna Kędziora Ewelina Owczarek Katarzyna Różycka Agnieszka Zdrojewska |
| szpada drużynowo (startowało 10 ekip) | AZS AWF Warszawa Danuta Dmowska-Andrzejuk Magdalena Piekarska Małgorzata Stroka Aleksandra Żurakowska | AZS AWF Kraków Anna Polis Beata Tereba Magdalena Tereba                                             | StSzerm Legia Warszawa Natalia Królak Katarzyna Ptak Aleksandra Skorupka Sylwia Skorupka |

### mężczyźni
| Konkurencja:                          | Złoto:                                                                             | Srebro:                                                                                       | Brąz:                                                                                   |
| Medaliści indywidualni                |                                                                                    |                                                                                               |                                                                                         |
| floret (startowało 61 zawodników)     | Radosław Glonek (Sietom AZS AWFiS Gdańsk)                                          | Sławomir Mocek (IKS Jamalex Leszno)                                                           | Paweł Osmański (Sietom AZS AWFiS Gdańsk) Krzysztof Pietrusiak (Sietom AZS AWFiS Gdańsk) |
| szabla (startowało 38 zawodników)     | Adam Skrodzki (AZS AWF Katowice)                                                   | Bartłomiej Olejnik (AZS AWF Warszawa)                                                         | Adrian Stanisławski (KKSz Konin) Marcin Koniusz (AZS AWF Katowice)                      |
| szpada (startowało 79 zawodników)     | Tomasz Motyka (AZS AWF Wrocław)                                                    | Michał Adamek (AZS AWF Wrocław)                                                               | Karol Kostka (AZS AWF Kraków) Krzysztof Mikołajczak (StSzerm Legia Warszawa)            |
| Medaliści drużynowi                   |                                                                                    |                                                                                               |                                                                                         |
| floret drużynowo (startowało 13 ekip) | Wrocławianie Tomasz Gmerek Radosław Pietrusiewicz Leszek Rajski Paweł Szumielewicz | Sietom AZS AWFiS Gdańsk Radosław Glonek Paweł Osmański Krzysztof Pietrusiak Andrzej Witkowski | Sietom AZS AWFiS Gdańsk II Michał Janda Filip Płocharski Tomasz Sinoracki Rafał Żelazko |
| szabla drużynowo (startowało 8 ekip)  | AZS AWF Katowice Jakub Ceranowicz Jan Karkosz Marcin Koniusz Adam Skrodzki         | KKSz Konin II Jakub Broniarczyk Michał Gal Jakub Kacprzak Albert Stanisławski                 | TMS Sosnowiec Grzegorz Dominik Bartosz Mazur Maciej Regulewski Damian Skubiszewski      |
| szpada drużynowo (startowało 13 ekip) | AZS AWF Kraków Karol Kostka Piotr Kruczek Piotr Maciejczyk Radosław Zawrotniak     | Piast Gliwice Marek Jendryś Mateusz Nycz Marek Pietraszek Adam Wiercioch                      | AZS AWF Wrocław Michał Adamek Robert Andrzejuk Tomasz Motyka Maciej Szumski             |